# Primer día
Primer día è un singolo della cantante messicana Julieta Venegas, pubblicato nel 2007 ed estratto dall'album Limón y sal. Il brano è interpretato insieme al cantante argentino Dante Spinetta.

## Tracce
- Download digitale[1]

1. Primer día (feat. Dante Spinetta) – 3:56

## Classifiche
| Classifica (2007) | Posizione massima |
| ----------------- | ----------------- |
| Messico           | 37                |